# تهوع
تَهَوُّع نوعی حالت است که قبل از بالا آوردن غذا از لوله گوارش به بیرون دهان احساس می‌شود. نوعی احساس است همراه با حرکت معکوس اندام‌های گوارشی که معده برای بیرون‌راندن چیزی که در داخل آن است، انجام می‌دهد. در این حالت انسان وادار به استفراغ می‌شود.

## علل
تهوع در بسیاری از بیماری‌ها و ناراحتی‌های بدن دیده می‌شود مانند مشکلات گوارشی  مانند هلیکوباکتر پیلوریمسمومیت، عفونت‌ها به خصوص عفونت‌های روده‌ای، عارضه جانبی بسیاری از داروها، مشکلات گوش میانی و سرگیجه، بیماری‌های کبد، اختلالات مغز و دستگاه عصبی مرکزی و نشانه‌های بارداری و در مردان نشان سرطان

## درمان
برای درمان تهوع اگر علت اصلی قابل درمان نباشد از آنتی‌هیستامین‌ها، بوتیروفنون‌ها ، آنتاگونیست‌های گیرندۀ سروتونین مانند اندانسترون یا متوکلوپرامید استفاده می‌کنیم. در حاملگی از ویتامین ب۶ نیز استفاده می‌شود.